# 頭場湖
頭場湖（ロシア語: озеро Свободное, とうばこ）は、樺太南部（南樺太）にある湖。かつての日本の領土にあり、樺太庁の圏内にあった。名称は当時のもの。語源は、アイヌ語のトーパー＝トー・パー（too-paa=湖・頭）より。現在のロシア名は、озеро Свободное（自由の湖）といい、アイヌ語の原名とは関係ない。

## 地理
- 樺太大泊郡富内村に位置する海跡湖で、オホーツク海に面する。
- 周囲11kmあった。
- 頭場湖のマリモは阿寒湖のマリモと種類が違っていたとされ、樺太天然記念物であった。